# Dżawad Zarinczeh
Dżawad Zarinczeh (per. جواد زرینچه, ur. 23 lipca 1966 w Teheranie), piłkarz irański grający na pozycji obrońcy.

## Kariera klubowa
Karierę piłkarską Zarinczeh rozpoczął w stołecznym klubie o nazwie Lokomotiw Teheran. Następnie grał w Keszawarz Teheran i w 1986 roku zadebiutował w jego barwach w pierwszej lidze irańskiej. W 1989 roku odszedł do rywala zza miedzy, Esteghlal Teheran. Już w 1990 roku wywalczył z Esteghlalem mistrzostwo Iranu, swoje pierwsze w karierze. Z kolei w 1991 roku osiągnął największy międzynarodowy sukces w historii klubu - wygrał Azjatycką Ligę Mistrzów. W 1992 roku dotarł do finału tych rozgrywek oraz został wicemistrzem kraju. W 1996 roku zdobył Puchar Hazfi, czyli Puchar Iranu, a następnie sięgał po niego w latach 2000 i 2002. W Esteghlalu grał do końca sezonu 2002/2003 i oprócz tytułu w 1990 roku ma na koncie także mistrzostwo kraju w latach 1998 i 2001, a także wicemistrzostwo w 1999 i 2002. Kolejnym i ostatnim klubem Dżawada w karierze była drużyna Saba Kom, w której spędził cały sezon 2003/2004. Po zakończeniu kariery był tam m.in. asystentem trenera.

## Kariera reprezentacyjna
W reprezentacji Iranu Zarinczeh zadebiutował w 1987 roku. W 1998 roku został powołany przez Dżalala Talebiego do kadry na Mistrzostwa Świata we Francji. Tam był podstawowym zawodnikiem Iranu i wystąpił we wszystkich trzech grupowych spotkaniach: przegranych 0:1 z Jugosławią oraz 0:2 z Niemcami, a także w wygranym 2:1 ze Stanami Zjednoczonymi. W reprezentacji grał do 2000 roku, a łącznie zagrał w niej 80 razy i strzelił jednego gola.